# Coccarda italiana azzurra

La coccarda italiana azzurra

La coccarda italiana azzurra è uno degli ornamenti rappresentativi dell'Italia, ottenuta pieghettando circolarmente un nastro azzurro. Derivante dal blu Savoia, colore della casa regnante italiana dal 1861 al 1946, la coccarda azzurra è rimasta ufficialmente in uso fino al 1º gennaio 1948, quando è entrata in vigore la costituzione della Repubblica Italiana, dopo di cui è stata sostituita, in tutte le sedi ufficiali, dalla coccarda italiana tricolore. In ambito militare, la coccarda italiana azzurra è stata sostituita da quella tricolore durante il secolo precedente, il 14 giugno 1848, nel corso della prima guerra d'indipendenza.

## Storia

Raffigurazione del 1818 di un Carabiniere. Si può notare, collocata sul cappello, la coccarda italiana azzurra

La coccarda azzurra affonda le sue origini almeno nel XVII secolo, come testimoniato da alcuni documenti, che ne confermano la presenza sulle uniformi militari in uso ai tempi di Vittorio Amedeo II di Savoia. Altre fonti ne testimoniano l'uso anche nel XVIII secolo. Lo Statuto Albertino del Regno di Sardegna, che fu promulgato il 4 marzo 1848 e che diventò poi la legge fondamentale del Regno d'Italia, prevedeva all'articolo 77 la seguente disposizione:
(Articolo 77 dello Statuto Albertino)
In questo modo l'azzurro (Blu Savoia), colore storico del Regno di Sardegna e prima ancora del Ducato di Savoia, fu mantenuto a fianco della coccarda tricolore, che era nata nel 1789 e che era invece molto diffusa tra la popolazione. In tale contesto, il 23 marzo 1848, il re di Sardegna Carlo Alberto di Savoia assicurò al Governo provvisorio di Milano formatosi in seguito alle cinque giornate che le sue truppe, pronte a venirgli in aiuto, avrebbero utilizzato, come bandiera militare, un tricolore con lo stemma sabaudo sovrapposto sul bianco. In particolare, il proclama del re del 23 marzo 1848 recitava:
(Proclama di Carlo Alberto di Savoia del 23 marzo 1848)
In questo modo il Regno di Sardegna cambiò ufficialmente la propria bandiera, passando dall'antico vessillo sabaudo al tricolore italiano, fermo restando, come già accennato, il mantenimento della coccarda azzurra come ornamento nazionale. 

La coccarda italiana tricolore. In ambito militare ha sostituito la coccarda azzurra il 14 giugno 1848, mentre ne ha preso il posto in tutte le sedi ufficiali il 1º gennaio 1948, con l'entrata in vigore della Costituzione della Repubblica Italiana

In questo contesto, il 14 giugno 1848, una circolare del Ministero della guerra decretò la sostituzione della coccarda azzurra, che fino a quel momento era collocata sul cappello della divisa dell'Arma dei Carabinieri, con "la coccarda ai tre colori nazionali italiani conforme ai modelli stabiliti". Ciò non fu un'eccezione: analogamente la coccarda tricolore sostituì quella azzurra, ad esempio, sul fregio dei berretti dei bersaglieri e sui copricapi dei soldati dei reggimenti di cavalleria. Sul cappello dei Carabinieri la coccarda azzurra era presente fin dalla fondazione dell'Arma, che è datata 1814, mentre per l'Arma di cavalleria la sua introduzione è ascrivibile al 1843. La stessa circolare del 14 giugno 1848 del Ministero della guerra infatti recitava:
(Circolare ministeriale del 14 giugno 1848 del Regno di Sardegna)
La coccarda azzurra fu in uso invece durante la campagna piemontese in Italia centrale del 1860, l'assedio di Gaeta (anch'esso datato 1860), la repressione del brigantaggio postunitario (1860 - 1870) e la terza guerra d'indipendenza italiana (1866), in tutti i casi appuntata sulle divise dei generali e quella degli ufficiali del Regio Esercito.
La coccarda azzurra è rimasta ufficialmente in uso fino al 1º gennaio 1948, quando è entrata in vigore la Costituzione della Repubblica Italiana, venendo sostituita, in tutte le sedi ufficiali, dalla coccarda italiana tricolore. Quest'ultima era già utilizzata in ambiti ufficiali, a partire dal dicembre 1917, sugli aerei della Regia Aeronautica.

## Nella musica
La coccarda azzurra è citata nel componimento musicale Inno al re, scritto dal poeta Giuseppe Bertoldi nel 1847. Carlo Alberto aveva ancora avversione nei confronti del tricolore, tant'è che ne aveva proibito l'uso in tutto il suo regno, disposizione che annullò, come già accennato, il 23 marzo 1848, quando la bandiera bianca, rossa e verde diventò vessillo ufficiale del Regno di Sardegna. L'Inno al re fu cantato per la prima volta a Genova il 3 novembre 1847:

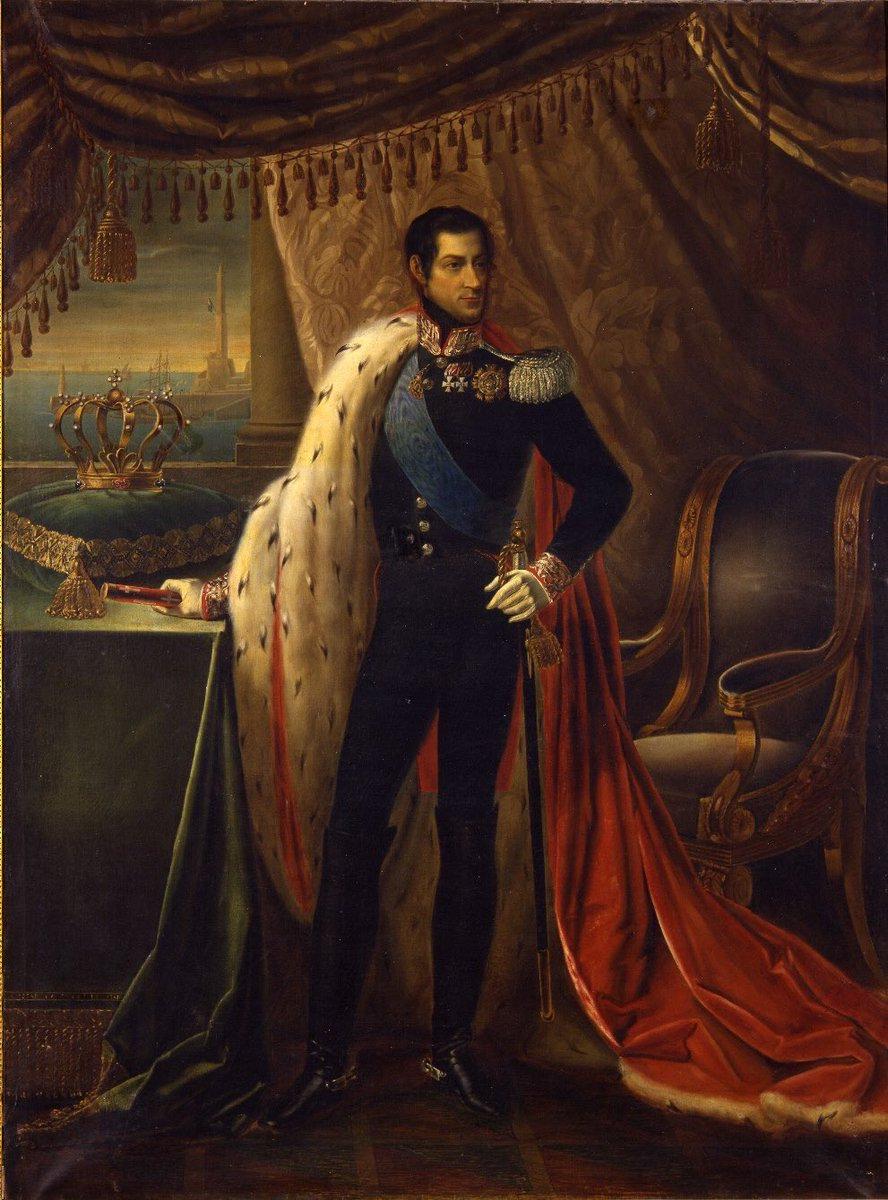
Carlo Alberto di Savoia. Si noti la sciarpa azzurra indossata dal sovrano sabaudo

(Inno al re, Giuseppe Bertoldi)